# 小薩季
50°24′44″N 25°37′30″E / 50.41222°N 25.62500°E
小薩季（烏克蘭語：Малі Сади），是烏克蘭的村落，位於該國西北部羅夫諾州，由杜布諾區負責管轄，面積1.65平方公里，海拔高度214米，2021年人口492，人口密度每平方公里432.9人。